# 오아시스 21

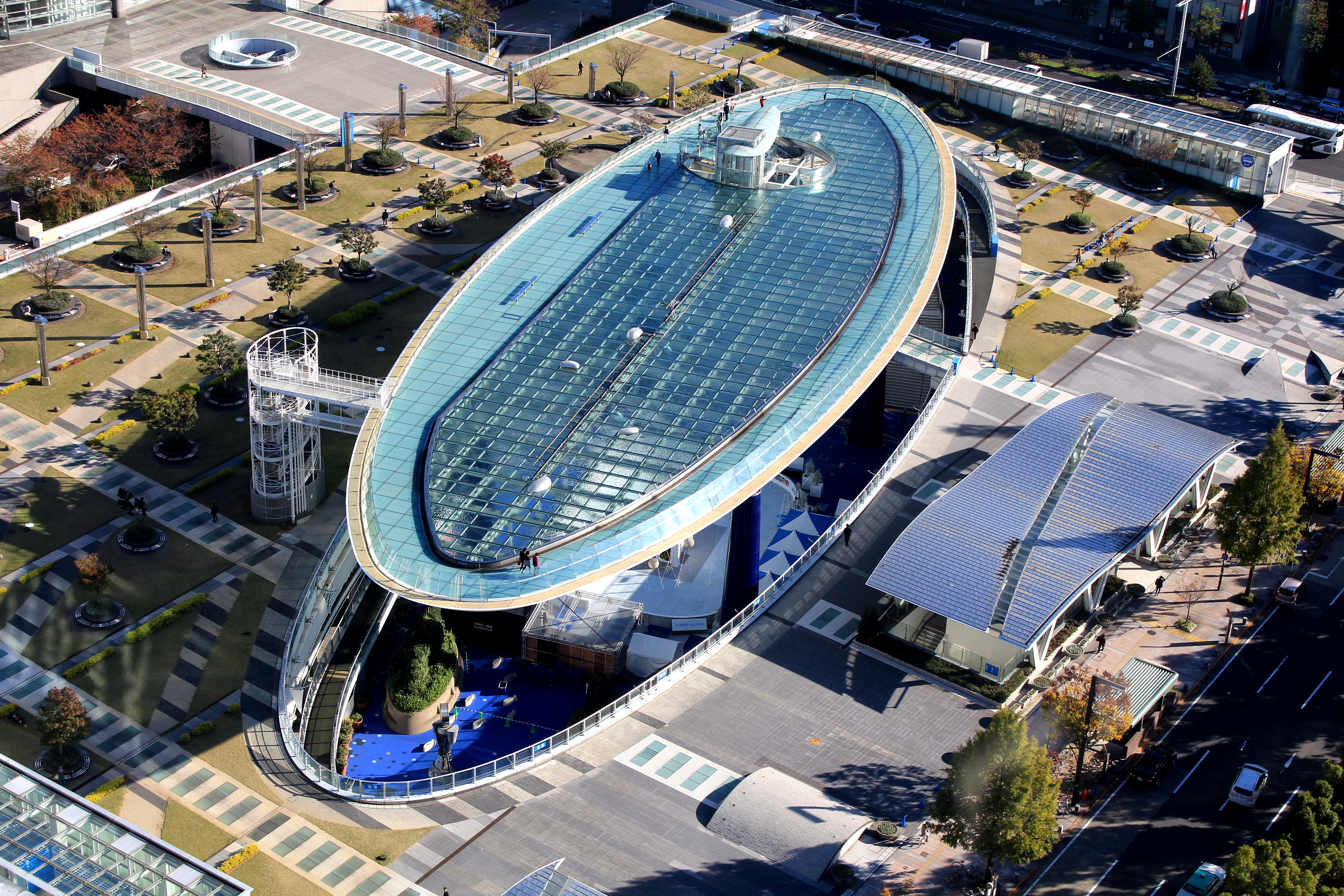
오아시스 21

오아시스 21(일본어: オアシス21 오아시스니쥬이치[*])는 아이치현 나고야시 히가시구에 위치한 복합 시설이다. 2002년 10월 11일 정식 오픈하였다.